# 佐藤安紀
佐藤 安紀（さとう やすのり、1945年（昭和20年）2月11日 - ）は、日本の銀行家。北日本銀行代表取締役会長。2008年藍綬褒章受章。

## 来歴・人物
岩手県盛岡市出身。元主計大尉にして質屋を営む父のもとで育つ。小学4年で番台に上がり高校入学までそれを続けた。また、その場で金利の計算から、人物の見極目まで行い審査と担保の清算を肌で学んだという。
学生時代は東京で過ごし、都内の百貨店への就職も内定していたが、父から帰郷を促されたため、入社試験の間に合った北日本相互銀行を受験。同行に入行した。
1994年の「平成銀行」騒動の際には、仙台支店長として大蔵省と接触し、德陽シティ銀行の財務内容の悪さを熟知していたため、北日本相銀役員や労働組合に対し、財務内容を独自に分析した資料を配布。合併反対の旗振り役の１人を務めた。
1999年、「順送りではなく、21世紀にも活躍できる人」との杉谷利昭の評価により頭取に昇格する。当時の地銀、第二地銀の中では、最年少での頭取に就任した。2017年6月、会長に退く。

## 略歴
- 1968年（昭和43年）- 東京経済大学経済学部卒業後、北日本相互銀行入行。
  - 本町、大道、北上、仙台各支店長、総務部長等を歴任する。
- 1989年（平成元年）2月 - 普通銀行に転換、北日本銀行に商号変更。
- 1995年（平成7年）- 取締役総務部長委嘱。
- 1997年（平成9年）- 常務取締役。
- 1999年（平成11年）- 代表取締役頭取。
- 2017年（平成29年）- 代表取締役会長。